# Dragoș Grigore
Dragoș Grigore (n. 7 septembrie 1986, Vaslui, Vaslui, România) este un fotbalist român liber de contract, care joacă pe post de fundaș central. Pe plan internațional, are prezențe la națională pentru România.

## Cariera
Și-a început cariera la juniorii lui FC Vaslui, unde a fost remarcat de antrenorul Ioan Sdrobiș. Acesta l-a adus în 2006 la CFR Timișoara.
De la Timișoara, Grigore a fost transferat la Dinamo București în 2008 și a debutat pentru echipă în Liga 1 la 22 noiembrie, într-un meci pierdut la FC Brașov. Din cauza mai multor accidentări, nu a mai jucat decât un meci în prima ligă, evoluând însă în mai multe rânduri pentru Dinamo 2, în Liga a II-a.
Odată cu venirea italianului Dario Bonetti pe banca lui Dinamo, Grigore a devenit titular în centrul liniei defensive. A fost menținut în prima echipă și în mandatul lui Cornel Țălnar.
A debutat pentru echipa națională a României într-un meci amical împotriva Ciprului, la data de 9 februarie 2011.
La 9 iulie 2014, Grigore s-a alăturat clubului francez Toulouse FC. După prestații mediocre, a fost împrumutat, apoi transferat definitiv la clubul qatariot Al-Sailiya.
Dragoș Grigore a semnat cu echipa bulgară PFK Ludogoreț Razgrad la 4 iulie 2018, alăturându-se compatrioților Cosmin Moți și Claudiu Keșeru.
La 1 iulie 2021, după expirarea contractului cu Ludogoreț, Grigore a revenit în România și a semnat un contract cu Rapid București.

## Palmares
- Dinamo București:
  - Cupa României: 2011-12
  - Supercupa României: 2012

## Legături externe
- Profilul lui Dragoș Grigore la romaniansoccer.ro